# Anthotypie

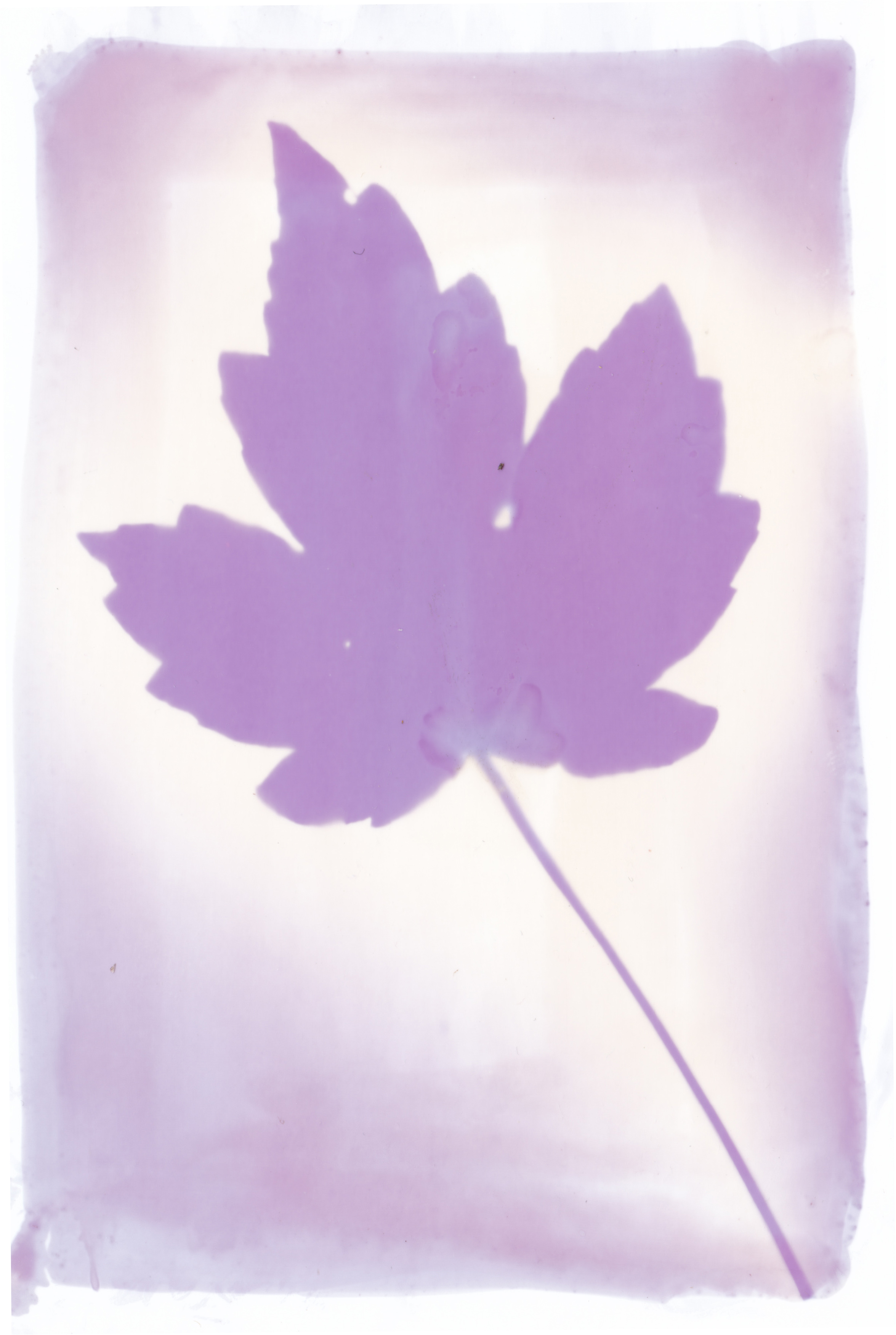
Ahornblatt, Anthotypie mit Sauerkirschsaft, 2 h Belichtungszeit 10×15 cm

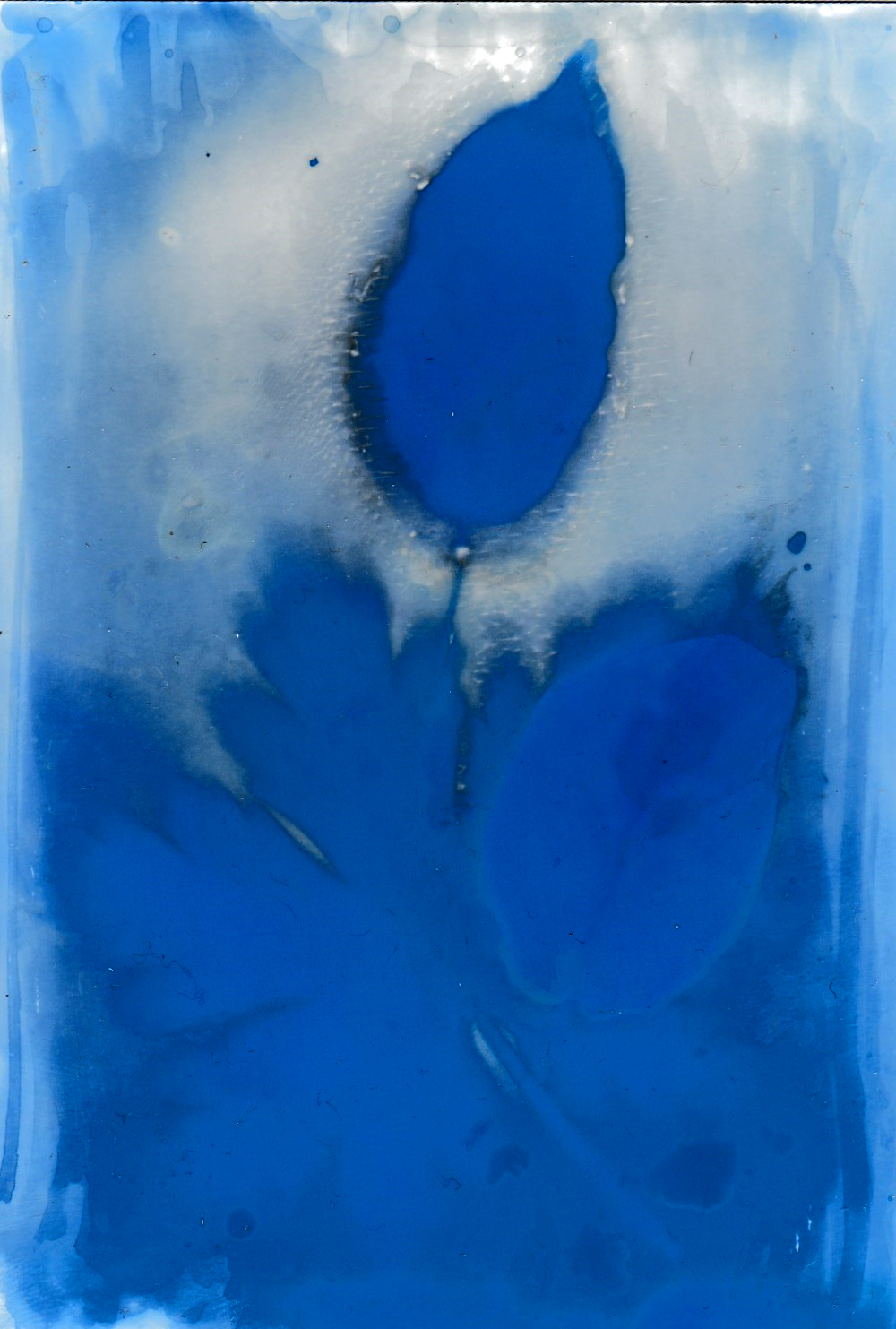
Anthotypie, Blätter auf Fotopapier für Drucker, das mit Rotkohlsaft sensibilisiert wurde. Blau entsteht durch den hohen pH-Wert des Fotopapiers.

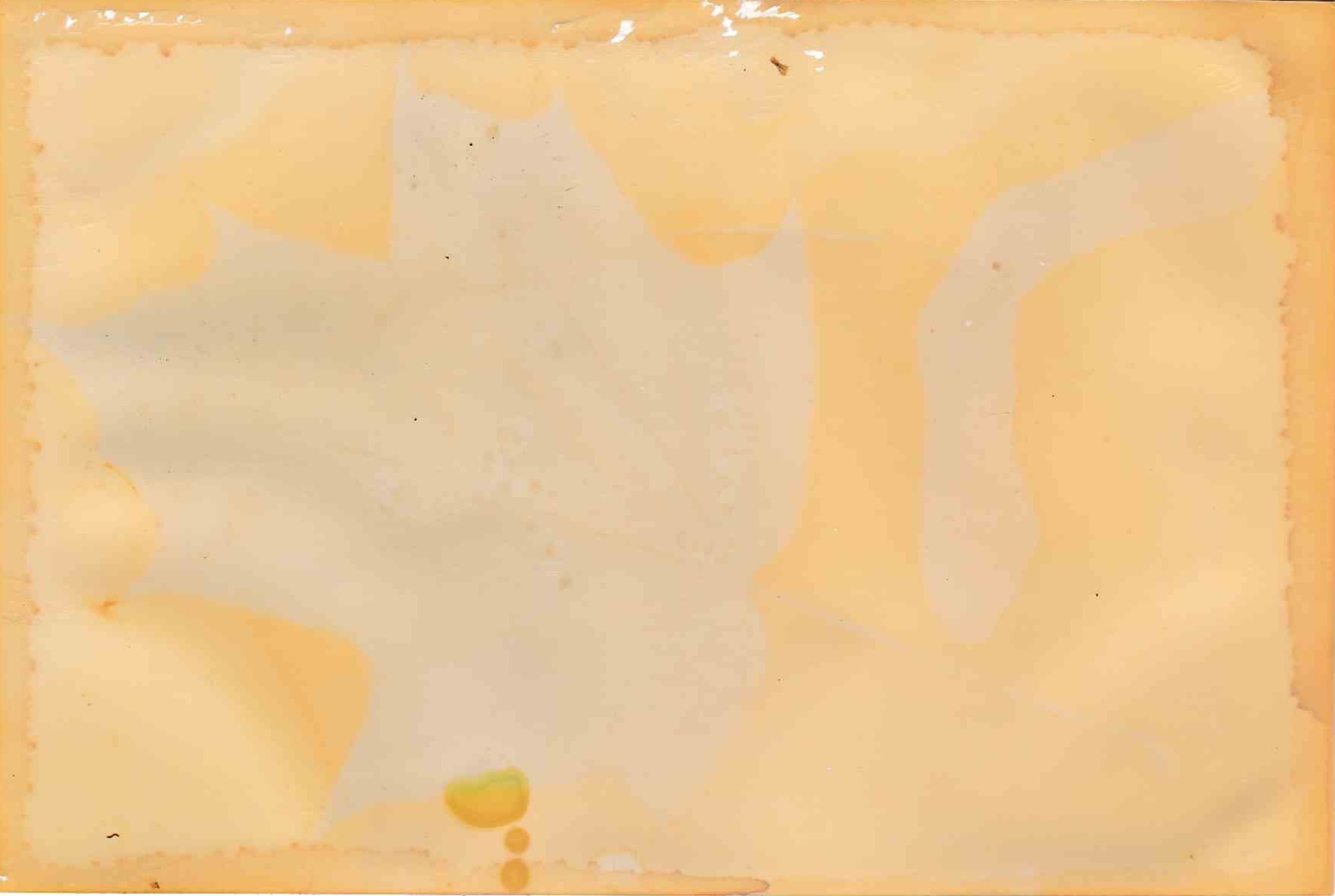
Ahorn auf Rotwein (Papier wurde mit Rotwein getränkt und getrocknet) - Durch Belichtung wurde die Emulsion hier dunkler.

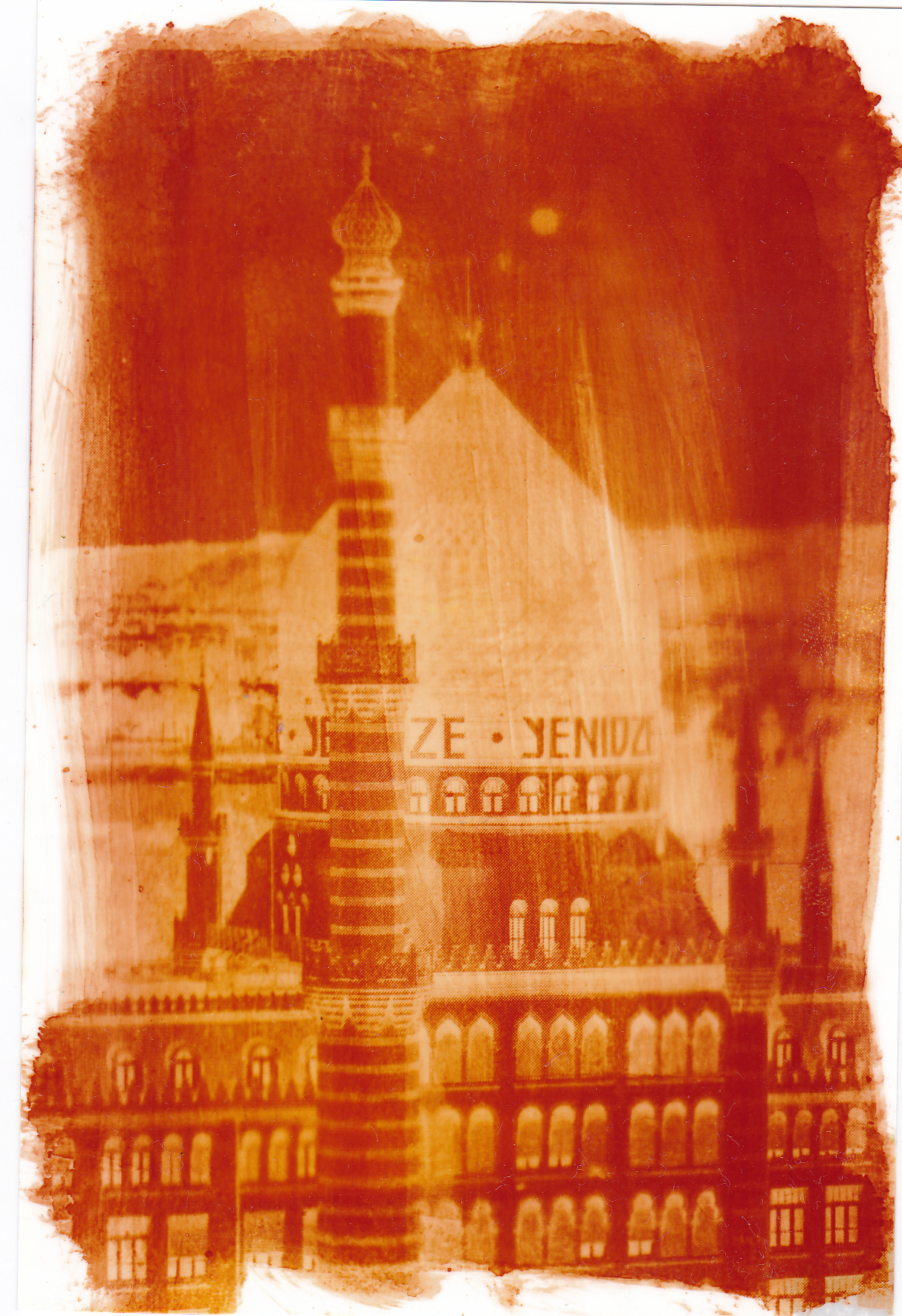
Yenidze in Dresden, Anthotypie mit Curcuma (Gelbwurz) und Natron: gerastertes Zwischenbild mit Laserdrucker auf Folie, Papierpreparation: alkoholische Lösung von Curcuma in Isopropanol auf Fotopapier für Tintenstrahldrucker, vier Stunden mit UV-Licht belichtet, das gelb-orange Bild wurde mit Natron behandelt, wodurch es die rotbraune Farbe erhielt.

Die Anthotypie (von griech. άνθος anthos „Blüte“ und τύπος týpos „Abdruck“, auch als Nature Printing bezeichnet) ist ein fotografisches Edeldruckverfahren, das auf der farblichen Veränderung von Pflanzenfarbstoffen unter Lichteinwirkung (z. B. UV-Licht) beruht.
Die Grundfarbe hängt dabei auch vom PH-Wert der Emulsion und des Papiers ab.
Entdeckt wurde dieses Verfahren wohl um 1816 von Henri August Vogel in Paris. Hinweise auf seine Versuche sind aber bereits in Schweigger’s Journal für Chemie und Physik (1813, IX, Seite 236 ff., Artikel „Herr Vogel in Paris über denselben Gegenstand“) beschrieben, wo er die Lichtempfindlichkeit pflanzlicher Farbstoffe untersuchte.
Auch Sir John Herschel befasste sich im 19. Jahrhundert mit der Anthotypie und veröffentlichte seine Ergebnisse.

## Verfahren

### Emulsionen
Alkoholische oder wässrige Auszüge von geeigneten Pflanzensorten, die Anthocyane, Carotinoide oder andere geeignete Farbstoffe enthalten, wie zum Beispiel Klatschmohn, Chrysanthemen, Dahlien, Ringelblumen, Rotkohl, Möhren, Curcuma  und andere, werden auf dickeres, nicht zu stark saugendes Papier aufgetragen. Auch Farbstoffextrakte mit Wasser und Fruchtextrakte sind möglich. Unter einem Positiv oder einem Negativ auf Folie oder Transparentpapier -- oder unter einem Gegenstand wird dann nach dem Trocknen lange (teils wochenlang) belichtet. Die meisten Emulsionen bilden ein Positiv als Positiv ab.
Die Emulsionsdatenbank wird mit den beim Internationalen Tag der Anthotypie verwendeten Emulsionen erweitert.

### Belichtung
Der wirksamste Spektralbereich ist meist ultraviolettes Licht. Das ist aber von der Emulsion abhängig. Die dem Licht ausgesetzten Pflanzenfarbstoffe bleichen dabei aus, während die lichtgeschützten Bereiche ihre Farbe behalten. (Einige Pflanzenfarbstoffe werden unter Lichteinwirkung auch dunkel.)
Die benötigte Dauer hängt vor allem vom konkreten Farbstoff und von der Sonneneinstrahlung ab, aber auch von Feuchtigkeit, die die notwendige Belichtungszeit zum Teil stark reduziert. In Gegenwart von Feuchtigkeit kann sich als Vorlage verwendetes Pflanzenmaterial aber auch selbst zersetzen.

### Tonen
Man kann Anthotypien tonen.
Viele Pflanzenfarben sind abhängig vom PH-Wert. Deshalb kann man durch Einstellen des PH-Wertes die Farbe ändern.
Zur Einstellung der Farbe können z. B. Zitronensäure und Essig im sauren Bereich und Natron oder Soda im alkalischen Bereich verwendet werden.

### Lichtempfindlichkeit fertiger Anthotypien
Die erstellten Bilder (bzw. Fotogramme) können – da keine Fixierung möglich ist – nur lichtgeschützt längere Zeit aufbewahrt werden, weil die Farben unter Lichteinwirkung verblassen. In Dunkelheit sind sie meist sehr lange haltbar.

### Vorlagen
Als Vorlagen kann man Filmpositive auf Transparentfilm verwenden, wobei helle Stellen durch Ausbleichen hell werden und dunkle durch die Schattierung dunkel bleiben. Auch mit Digitaldruckern ausgedruckte und gerasterte Vorlagen sind möglich.
Man kann als Vorlage auch Gegenstände, wie Blätter, Steine, Kämme und viele andere nehmen. Das Ergebnis ist dann ein Fotogramm.
Unter anderem wegen der langen Belichtungszeiten und der bleibenden Lichtempfindlichkeit erfolgte keine industrielle bzw. kommerzielle Verwendung.

## Weltweiter Tag der Anthotypie
Seit 2022 gibt es jährlich einen internationalen Tag der Anthotypie, er fand bis 2024 am 3. Sonnabend im August statt,  2025 ist er am letzten Sonnabend im Oktober, also am 25. Oktober, Einsendungen sind ab 1. August möglich.
Künstler aus zahlreichen Ländern senden ihre Werke ein.
Die Plattform bietet eine Emulsionsdatenbank, die durch die Einsendungen erweitert wird.